# You Love Us
"You Love Us" é uma canção da banda britânica de rock Manic Street Preachers, lançada como single duas vezes. A primeira gravação, por um selo independente, foi lançada em 1991. A gravação mais conhecida, do álbum Generation Terrorists, é de 1992.
A gravação original contava com um sample do musical Threnody to the Victims of Hiroshima de Krzysztof Penderecki, além de "Lust for Life", de Iggy Pop.
O single alcançou a 27ª posição nas paradas britânicas em sua versão de 1992.

## Faixas

### CD
1. "You Love Us"
2. "A Vision of Dead Desire"
3. "We Her Majesty's Prisoners"
4. "It's So Easy" (cover de Guns n' Roses)

### 12"
1. "You Love Us"
2. "A Vision of Dead Desire"
3. "It's So Easy" (cover de Guns n' Roses)

### 7" / MC
1. "You Love Us"
2. "A Vision of Dead Desire"

## Ficha técnica
- James Dean Bradfield - vocais, guitarra
- Nicky Wire - baixo
- Sean Moore - bateria
- Richey Edwards - guitarra base